# HAC-Nordstern Wien
HAC-Norstern Wien was een Oostenrijkse voetbalclub uit Hietzing, een stadsdeel van de hoofdstad Wenen. De succesvolste tijd van de club was tussen 1935 en 1937 toen de club in de tweede klasse speelde. 

## Geschiedenis
De geschiedenis van de club gaat terug op Hietzinger AC dat in 1912/13 deelnam aan het voetbalkampioenschap en in de toenmalige laagste klasse speelde, de Wiener II. Klasse C West (vierde klasse). Tijdens WO I fusioneerde de club met de kleine club Nordstern en nam de naam HAC-Nordstern aan. Ondanks dat de club lange tijd in de anonimiteit speelde en zelfs zakte naar de zesde klasse bracht de club toch een bekende speler voort met Karl Gall die later nog tot het Wunderteam zou behoren.
Na lange tijd in de kelder te spelen klom de club snel omhoog en in 1934/35 speelde de club in de tweede klasse en eindigde in de middenmoot. Het volgende seizoen trad de club aan onder de naam SC Standard Wien door een fusie met de ploeg van schoenfabrikant Standard. De club eindigde zevende op dertien. Voor 1936/37 nam de club opnieuw de naam HAC-Nordstern aan en degradeerde. Tijdens de Tweede Wereldoorlog werd de club opgeheven. De terreinen worden tegenwoordig nog gebruikt door ASV 13.